# Talaiot

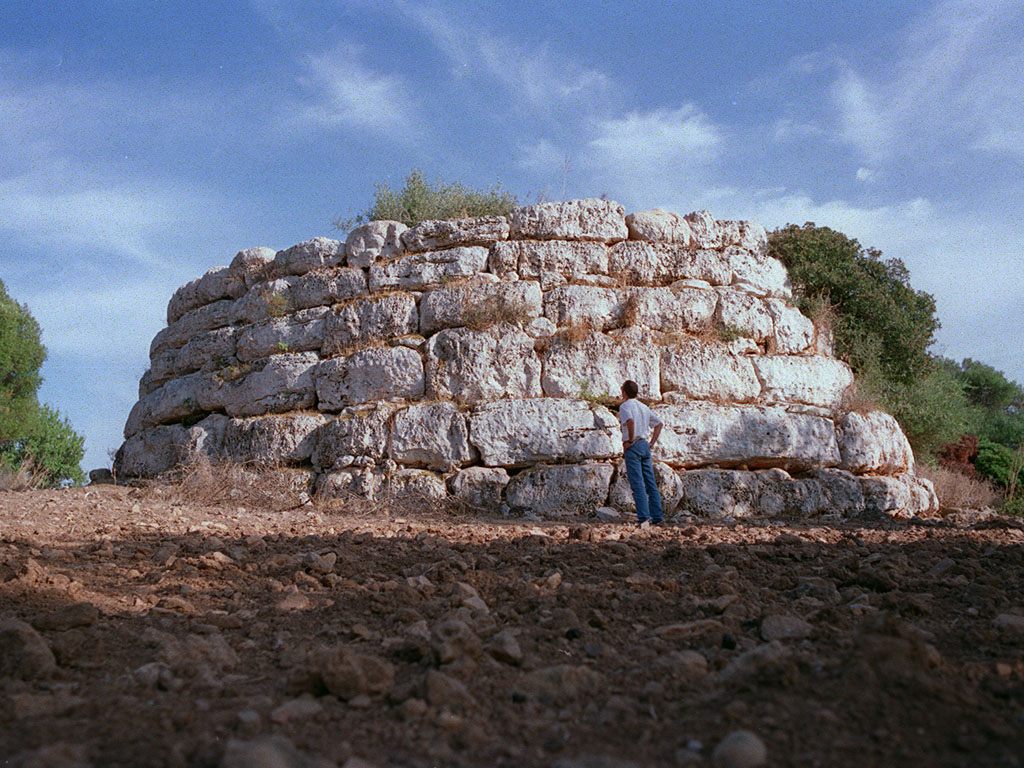
Talaiot de sa Clova des Xot (Artà, Mallorca)

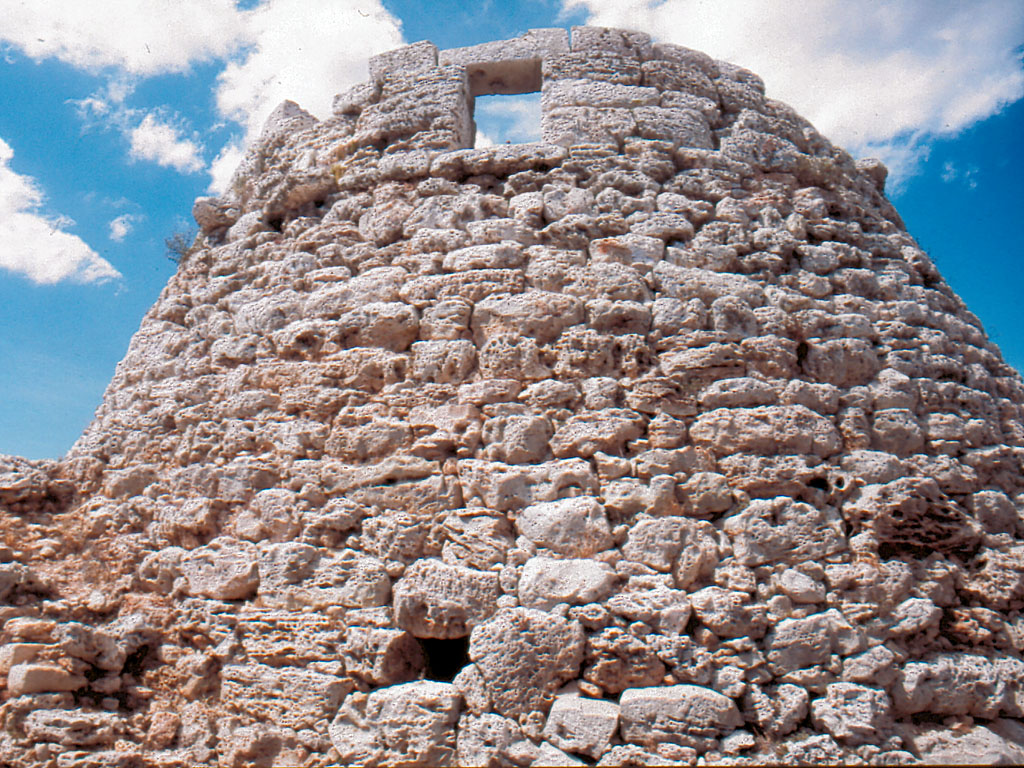
Talaiot de Torellonet Vell (Menorca)

Un talaiot és una construcció ciclòpia prehistòrica característica i exclusiva de les illes Gimnèsies (Mallorca i Menorca) que es presenta de forma generalment turriforme i troncocònica, d'entre 3 i 10 metres d'alçada, construïda amb pedres de grans dimensions col·locades en sec, sense argamassa (construcció en pedra seca). Aquests edificis donen nom a la cultura talaiòtica. Són un element sempre present en els assentaments humans del Bronze final i de l'Edat del Ferro de les Illes Balears. No els trobem, en canvi, a les Illes Pitiüses (Eivissa i Formentera) on la cultura talaiòtica no s'hi va desenvolupar.
Sota el nom de talaiot s'hi engloben construccions que, tot i tenir certs trets comuns, són tipològicament diverses. A Mallorca hi ha talaiots de planta circular (els més comuns) i de planta quadrada. Tant uns com els altres presenten generalment un espai interior de planta circular, força ampli, amb una columna central que serveix per sustentar la coberta, construïda a base de grans lloses de pedra disposades de forma radial. Un bon exemple dels talaiots mallorquins el trobem al poblat de Son Fornés. Els talaiots menorquins presenten una major diversitat tipològica, tot i que els talaiots de planta quadrada hi són gairebé desconeguts. No disposen, en general, d'uns espais interiors tan amplis: alguns d'ells presenten corredors que els travessen de banda a banda, o bé passadissos que porten fins a cambres de dimensions més o menys reduïdes. En la major part dels casos, malgrat tot, sembla que l'espai útil (al contrari del que succeeix a Mallorca) es trobava a la part de dalt de l'edifici. A Menorca trobem, per altra banda, alguns talaiots més grans que els de Mallorca, com per exemple el talaiot oest de Cornia Nou, el de Trepucó o el de Torelló. El 2013 es va presentar la candidatura de la Cultura Talaiòtica de Menorca per formar part del Patrimoni de la Humanitat.
Un dels primers autors que es va ocupar d'aquestes estructures va ser Joan Ramis i Ramis, a la seva obra Antigüedades célticas de la isla de Menorca, que és el primer llibre en castellà íntegrament dedicat a la prehistòria.

## Cronologia

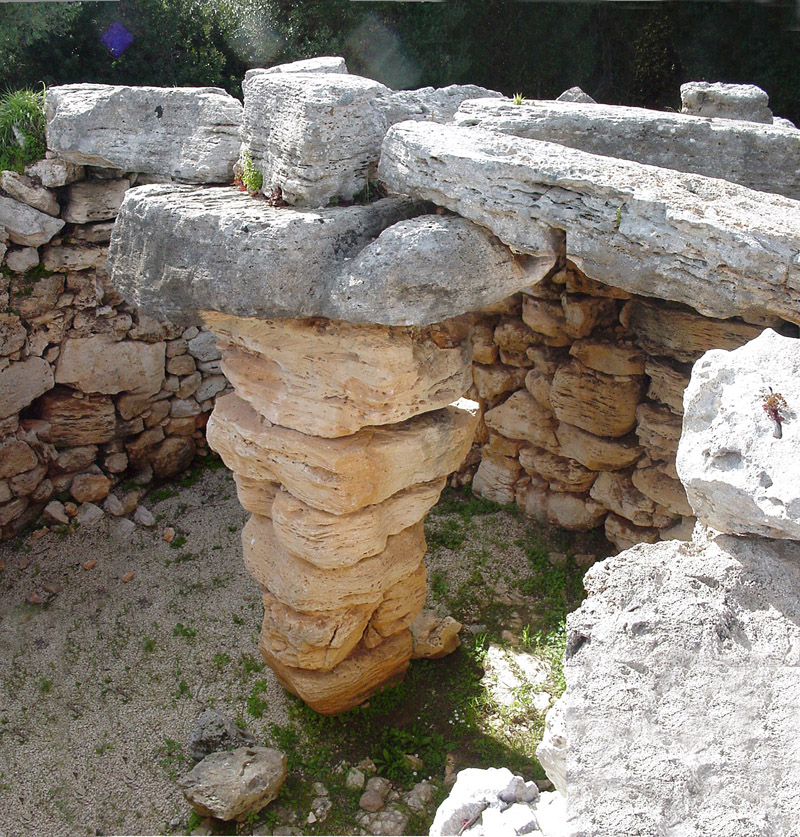
Interior de talaiot del poblat de s'Hospitalet Vell (Mallorca). S'hi pot apreciar la columna central

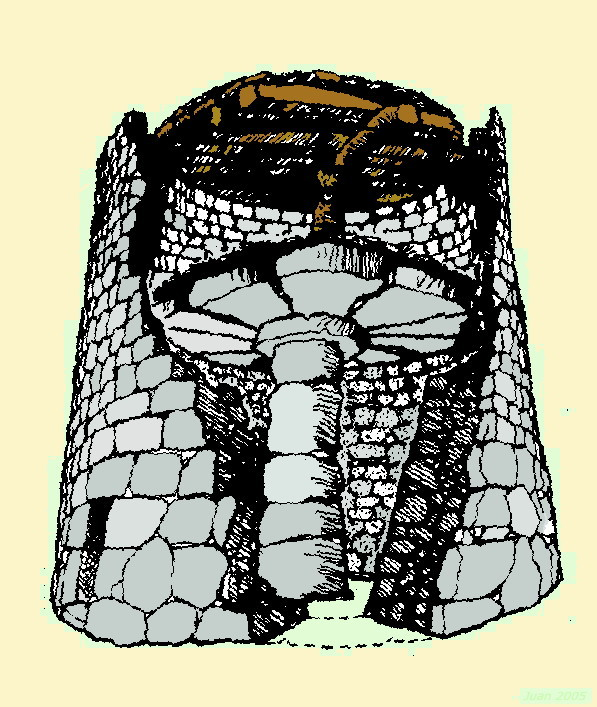
Reconstrucció de l'estructura interna d'un talaiot de Mallorca

Avui dia encara existeix un ampli debat entre els investigadors sobre la cronologia d'aquests edificis. Per aquest motiu s'enumeren a continuació les diverses propostes cronològiques per aquests monuments:
La primera d'aquestes corrents, desenvolupada per Lluís Plantalamor a partir de les investigacions dutes a terme per l'equip del Museu de Menorca (i centrat a l'àmbit d'aquesta illa), segueix en part l'esquema elaborat per Guillem Rosselló-Bordoy per a la prehistòria de Mallorca i planteja que els primers talaiots (amb fortes influències procedents de Sardenya on hi ha uns edificis, els nurags, que presenten alguns trets en comú amb els talaiots) es varen construir cap el 1500 aC. Aquest tipus de construccions aniria evolucionant al llarg dels temps, canviant de forma i, segurament, de funció, però continuarien construint-se al llarg de l'Edat el Ferro.
La segona proposta cronològica ha estat desenvolupada per un grup d'investigadors de la Universitat Autònoma de Barcelona. Aquests autors consideren que les primeres manifestacions talaiòtiques es produeixen cap al 1000 aC., és a dir, de forma contemporània als últims naviformes pretalaiòtics. La cultura talaiòtica s'hauria consolidat a les illes cap al 850 aC., i a partir del 550 aC. els talaiots comencen ja a abandonar-se, iniciant-se així la fase anomenada posttalaiòtica.
La següent proposta explicativa és fruit de les investigacions de Víctor M. Guerrero, Manuel Calvo i Bartomeu Salvà, de la Universitat de les Illes Balears. Per a aquests autors la cultura talaiòtica és, bàsicament, una societat de l'Edat del Ferro, i s'inicia amb la construcció dels primers turriformes que situen entre el segle IX-VIII aC. sense anar més enllà. Així, la cultura talaiòtica seria el resultat de l'evolució interna de les societats pre-talaiòtiques del bronze final, potenciada per la influència del comerç púnic al Mediterrani occidental.

### Referència a les últimes datacions del talaiot oest de Cornia Nou (Maó)
Arran de les excavacions realitzades al Talaiot Oest del jaciment de Cornia Nou han sorgit a la llum unes datacions força interessants per tal d'establir cronologies sobre la gènesi dels talaiots menorquins. Un seguit de datacions realitzades en materials documentats en les fases constructives de l'Edifici Sud adossat al gran talaiot mostren que aquest estava en ús durant el període 1100 – 900 aC i que, per tant, la construcció del talaiot va ser anterior. Aquesta datació situaria la construcció d'aquest talaiot en un període on encara predominen les navetes d'habitació, tot i així s'ha d'esperar a l'excavació d'altres talaiots (com la que s'està portant a terme a Sant Agustí Vell, Migjorn) per veure si es tracta d'un fet aïllat o d'un factor que es repeteix arreu del territori.

## Els talaiots mallorquins
En el cas dels talaiots mallorquins, amb els seus grans espais interns, s'ha proposat que podria tractar-se d'espais comunitaris, on es redistribuirien els aliments entre tots els membres de la comunitat.

## Els talaiots menorquins
El monument talaiòtic més nombrós a l'illa de Menorca és el Talaiot (el qual dona nom al període cultural i prové del terme «talaia»). N'hi ha gairebé 300 de documentats, però molt pocs són els que s'han excavat i, per tant, són una de les estructures més desconegudes de la prehistòria menorquina.

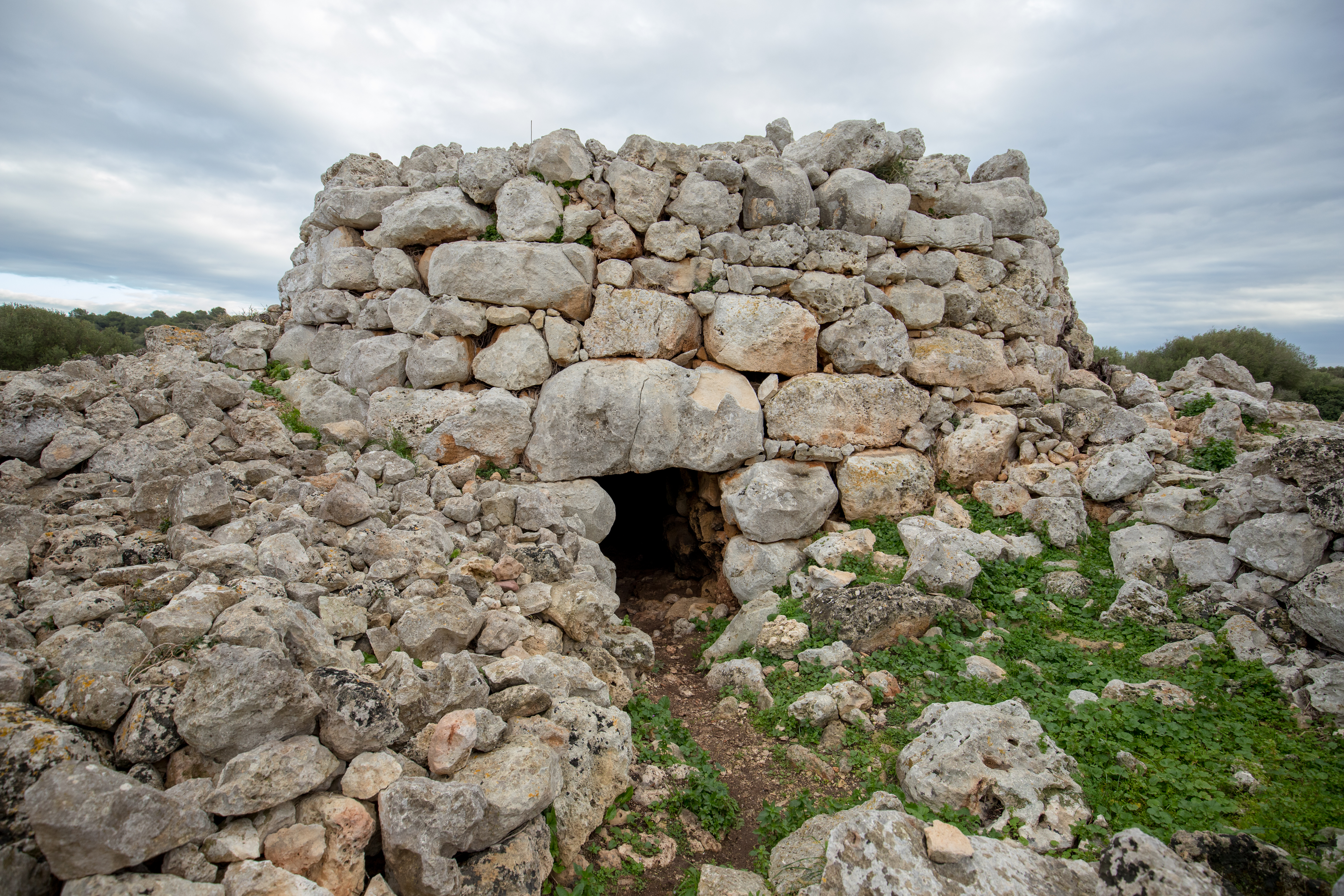
Talaiot de Sant Agustí (Es Migjorn Gran, Menorca)

Les úniques excavacions arqueològiques realitzades en talaiots són les de Cornia Nou, les quals han aportat les dades més interessants amb relació a la construcció i funció d'aquests edificis; les de Binicalaf i Torelló, que varen aportar material d'època romana; el de Trebalúger i el de Biniparratxet Petit, on es va excavar la part superior de l'estructura i es va documentar un habitacle de coberta vegetal i columnes de fusta.
Es tracta, en termes generals, d'una estructura troncocònica construïda a partir d'anells concèntrics de grans pedres amb reble de pedres més petites entremig, formant diferents capes (com es pot observar al talaiot oest de Cornia Nou). Tot i aquestes característiques comuns, la diversitat tipològica i la manca d'excavacions fa impossible a dia d'avui establir un talaiot tipus, ni quina era la seva funció.
El fet de documentar aquest tipus d'estructura a dins dels poblats talaiòtics ens fa parlar de la jerarquització de la societat talaiòtica, ja que la majoria dels investigadors estan d'acord en considerar aquests monuments, símbol d'un poder establert i que seria la representació d'una elit. Tot i que també, alguns investigadors, l'han interpretat com un element de vigilància territorial. Les darreres investigacions que s'han realitzat, en relació als talaiots, destaquen la intervisibilitat entre els talaiots de Menorca, així com la seva incidència en el territori i el paisatge.

### Tipologies dels talaiots menorquins[14]
Parlar de talaiots a dia d'avui, és parlar d'un tipus d'estructura que sembla englobar monuments amb certes característiques comuns però alhora amb un grapat de diferències i, pel que es pot intuir, funcionalitats molt diverses.
Les principals diferències dels talaiots menorquins amb els mallorquins són que els primers majoritàriament no presenten cambra interior, tenen majors dimensions i són de planta circular o el·líptica a diferència dels segons, on predominen els de planta circular o quadrada.
Talaiots amb cambra: Sant Agustí Vell.
Talaiots amb corredor circular: Montefí
Talaiots amb passadís central: talaiot est de Cornia Nou.
Talaiots amb escalinata monumental: Cornia Nou, Trepucó, talaiot nord de Montefí.
Talaiots amb escales que connecten el terra amb el pis superior: Cornia Nou.
A dia d'avui, el talaiot oest de Cornia Nou és el que ens ha aportat més dades. Es tracta d'un talaiot de grans dimensions amb un seguit d'estructures adossades. A través d'una escalinata monumental s'accedeix al pis superior, i a més compta amb dues escalinates interiors que connecten el terra amb la part superior. Pels materials documentats i la relació amb els edificis que té adossats sembla que tot el conjunt funcionaria com un recinte de redistribució d'aliments (gra) controlat per l'elit.

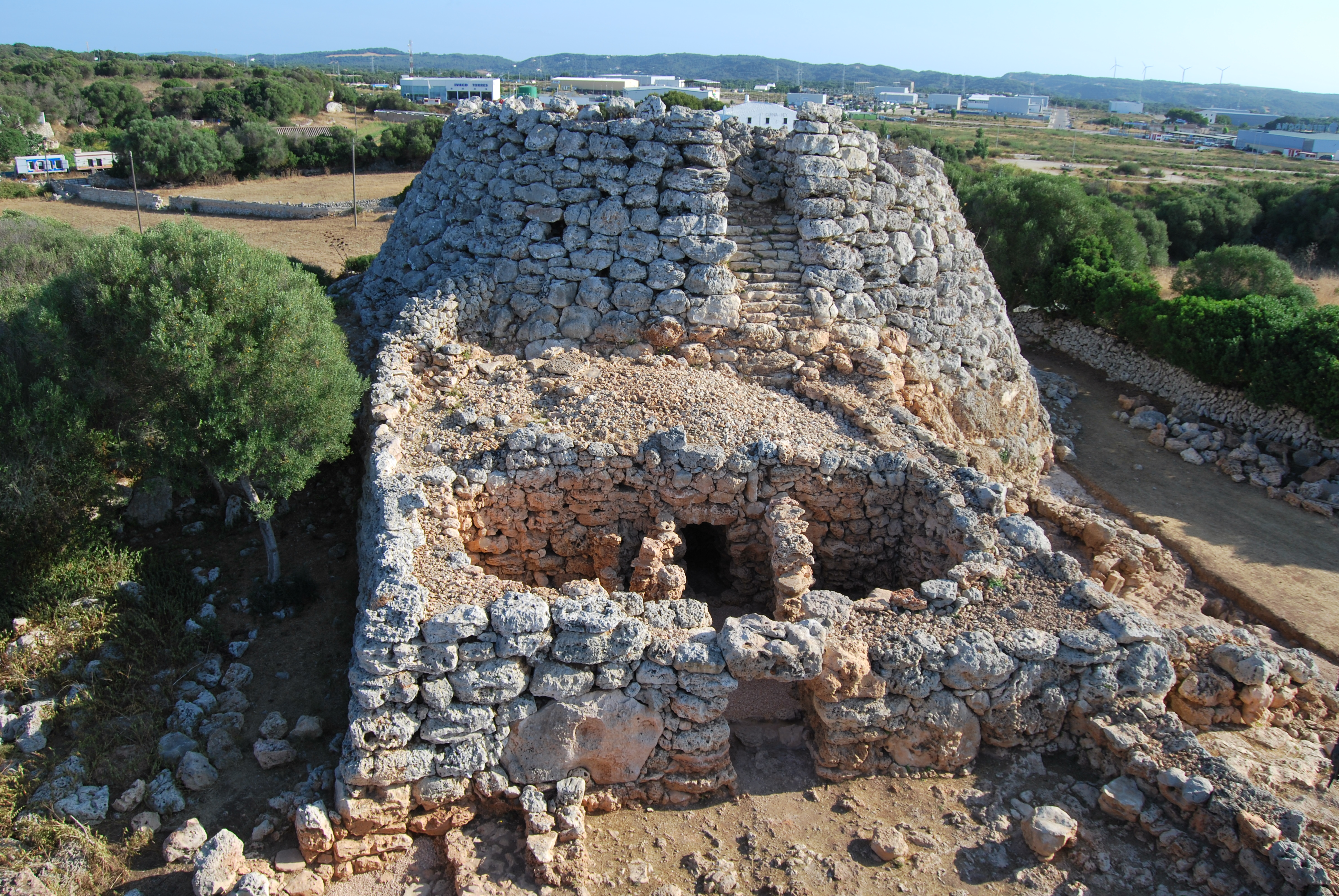
Talaiot oest de Cornia Nou (Menorca) vist des del sud.

## Talaiots visitables
A Mallorca existeix una ruta dels talaiots amb sis itineraris, creada pel Consell Insular de Mallorca i promoguda per la Conselleria de Turisme a la guia L'altra Mallorca. Alguns dels talaiots més espectaculars de Mallorca, excavats i oberts al públic, els trobem als jaciments de Son Fornés, l'Hospitalet Vell, al poblat talaiòtic de Capocorb Vell o al poblat talaiòtic de Ses Païsses
A Menorca hi ha un gran nombre de talaiots visitables. Actualment, una selecció de jaciments prehistòrics de Menorca opten a ser declarats Patrimoni de la Humanitat per la UNESCO, sota el nom de Menorca Talaiòtica. D'aquests, un bon nombre contenen un o diversos talaiots: Trepucó, poblat talaiòtic de Torralba d'en Salort, poblat talaiòtic de Binissafúller, poblat talaiòtic de Montefí, Sa Cudia Cremada, poblat talaiòtic de Sa Torreta, poblat talaiòtic de Sant Agustí, poblat talaiòtic de Torrellafuda, poblat talaiòtic de Torretrencada, So na Caçana, Talaiot de Torelló, Talaiot de Trebalúger, Torre d'en Galmés, Cornia Nou.

## Candidatura de la Menorca Talaiòtica a Patrimoni Mundial
Actualment, una selecció de jaciments prehistòrics de Menorca opten a ser declarats patrimoni de la humanitat per la UNESCO, sota el nom de Menorca Talaiòtica. Els jaciments en qüestió són: Necròpolis de Cala Morell, Naveta des Tudons, Es Castellàs des Caparrot de Forma, Ses Roques Llises, Trepucó, Poblat talaiòtic de Torralba d'en Salort, Cova des Càrritx, Taula de Torrellisar, Hipogeu de Torre del Ram, Hipogeus de Biniai Nou, Monument de na Comerma de sa Garita, Naveta de Biniac Oriental, Navetes de Rafal Rubí, Necròpolis i Es Castellet de Calescoves, Poblat de Son Mercer de Baix, Poblat talaiòtic de Binissafúller, Poblat talaiòtic de Montefí, Sa Cudia Cremada, Poblat talaiòtic de Sa Torreta, Poblat talaiòtic de Sant Agustí, Poblat talaiòtic de Torrellafuda, Poblat talaiòtic de Torretrencada, Sala hipòstila des Galliner de Madona, So na Caçana, Sepulcre de Son Olivaret, Talaiot de Torelló, Talaiot de Trebalúger, Poblat de Cala Morell, Torre d'en Galmés, Cornia Nou